# Marcello Ricoveri
Marcello Ricoveri (* 23. Januar 1941 in Rovigo, Venetien) ist ein italienischer Diplomat im Ruhestand.

## Studium
1965 schloss Ricoveri ein Studium der Rechtswissenschaft an der Universität La Sapienza ab.

## Werdegang
Im Jahr 1967 trat er in den auswärtigen Dienst. Von 1969 bis 1961 war er Gesandtschaftssekretär zweiter Klasse in Sofia. Von 1972 bis 1977 war er Gesandtschaftssekretär zweiter Klasse in Brüssel. 1978 war er Gesandtschaftssekretär zweiter Klasse in Rom. Von 1979 bis 1982 war er Gesandtschaftssekretär erster Klasse in Pretoria. Von 1983 bis 1986 war er Gesandtschaftssekretär zweiter Klasse in Lissabon. Von 1987 bis 1991 leitete er die Abteilung Südliches Afrika. 1992 wurde er zum außerordentlichen Gesandten und außerordentlicher und Bevollmächtigten zweiter Klasse ernannt. Vom 21. Mai 1993 bis 2. März 1998 war er Botschafter in Kampala und war zeitgleich in Kigali (Ruanda) und Bujumbura (Burundi) akkreditiert.
Vom 28. Februar 1998 bis 2001 war er Botschafter in Addis Abeba (Äthiopien). Von 2003 bis Oktober 2006 war er Botschafter in Lagos (Nigeria) zeitgleich war er in Porto-Novo (Benin) akkreditiert.